# Technisches Versagen
Technisches Versagen ist ein plötzlich und unerwartet eintretender Schaden in einem technischen System. Synonyme sind technischer Fehler oder Defekt sowie technische Störung oder Fehlfunktion. Dabei zeigt mindestens ein Teil eines technischen Systems ein nicht tolerierbares Verhalten und erfüllt seine vorgesehene Funktion nicht oder nur in eingeschränkter Weise. Dieser Verlust an Funktionalität wird als Versagen oder Ausfall des entsprechenden Teils oder Systems bezeichnet.
Das Versagen einer einzelnen Komponente kann je nach Kontext zum Versagen weiterer Komponenten und/oder des Gesamtsystems führen. In anderen Fällen kann das Gesamtsystem seine Funktion ohne Einschränkung weiter erfüllen. Letzteres kann beispielsweise dann der Fall sein, wenn die ausgefallene Komponente mehrfach (redundant) verbaut wurde.
Unstetige, sprunghafte Veränderungen zeitabhängiger Systeme werden in der Katastrophentheorie mathematisch untersucht. Beispiele unstetiger Prozesse im Bereich der Technik sind mechanisches Versagen, die Anregung des Flatterns von Flugzeugflügeln, ebenso wie das Schmelzen und Verdampfen von Stoffen. Hier wird ein Punkt oder eine Schwelle überschritten, in der das System instabil wird und im Fall technischen Versagens in ein nicht tolerierbares Verhalten verzweigt.:21
Technisches Versagen wird z. B. in der Versicherungswirtschaft rechtlich definiert, nach deren Erfahrung 9 % aller Schäden auf mechanisches Versagen, 30 % auf Konstruktions- oder Montagefehler und 43 % auf Bedienungs- oder Wartungsfehler zurückzuführen sind. Die Ursache der restlichen etwa 18 % der Schäden bleibt ungeklärt.:93
Insbesondere bei der Einführung von neuen Technologien kommt es zu Mängeln, Fehlern und Schäden,
- weil die Entwickler allen Schwächen und Irrtümern des menschlichen Handelns unterliegen,
- weil die Schwachstellen übernommener, bewährter Komponenten erst im neuen Umfeld auftreten, und
- wegen unsachgemäßer oder fehlerhafter Anwendung in der Praxis.

Erst aus der Erfahrung mit ihren Schwächen und Versagensfällen im Gebrauch und der Schadensanalyse beginnt eine Evolution der Technik, deren Konstruktionsrichtlinien, Prüfverfahren und Überwachungsmethoden, die zu einer optimalen Anpassung an die neuen Anforderungen führt. Technische Entwicklung bleibt damit immer in gewissem Maße ein iterativer Prozess aus Versuch und Irrtum.:IX–14